# 吉大港動物園

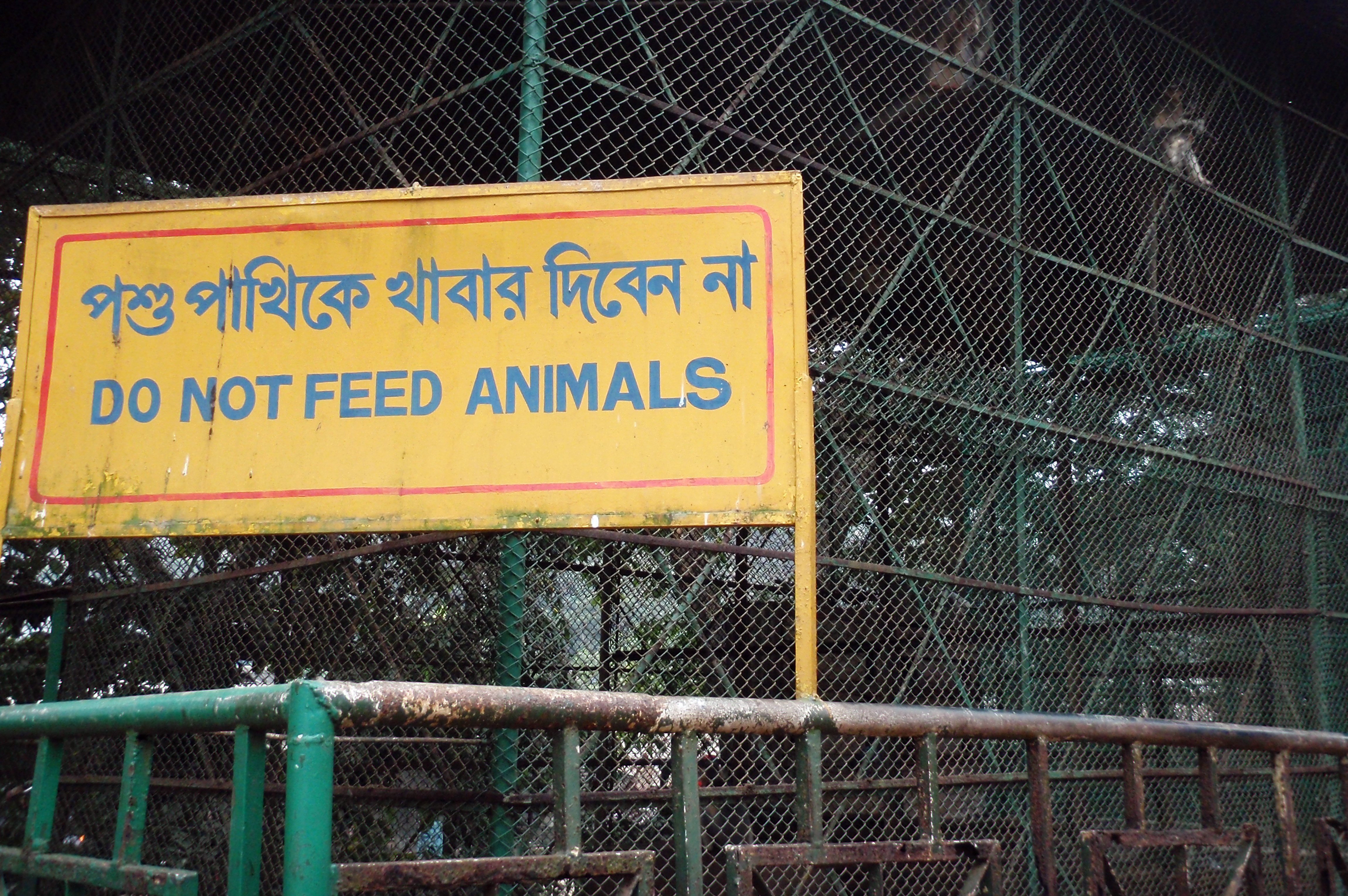
動物園內的告示板

吉大港動物園是孟加拉國吉大港市的一座動物園，位於佛伊湖旁的坡地，於1988年由吉大港市官員MA Mannon等人開始規劃興建，並於1989年2月建成開放。截至2015年，園內共有320隻動物，包括28種哺乳動物、4種爬蟲類與35種鳥類，每天約有800-1000人造訪。園區因人力缺乏、管理不善，而有衛生欠佳、設施破舊與流浪狗等問題。2017年12月，共有約91000人次參觀吉大港動物園。2018年，園內共有約360隻動物。
2018年7月，園內有一隻孟加拉白虎誕生，是孟加拉國的首隻白虎。8月，園方規劃要建造一個新的鳥舍，以容納情侶鸚鵡、棕斑鳩、雉、紅領綠鸚鵡、雞尾鸚鵡與金剛鸚鵡等六種鳥類。

## 園中動物

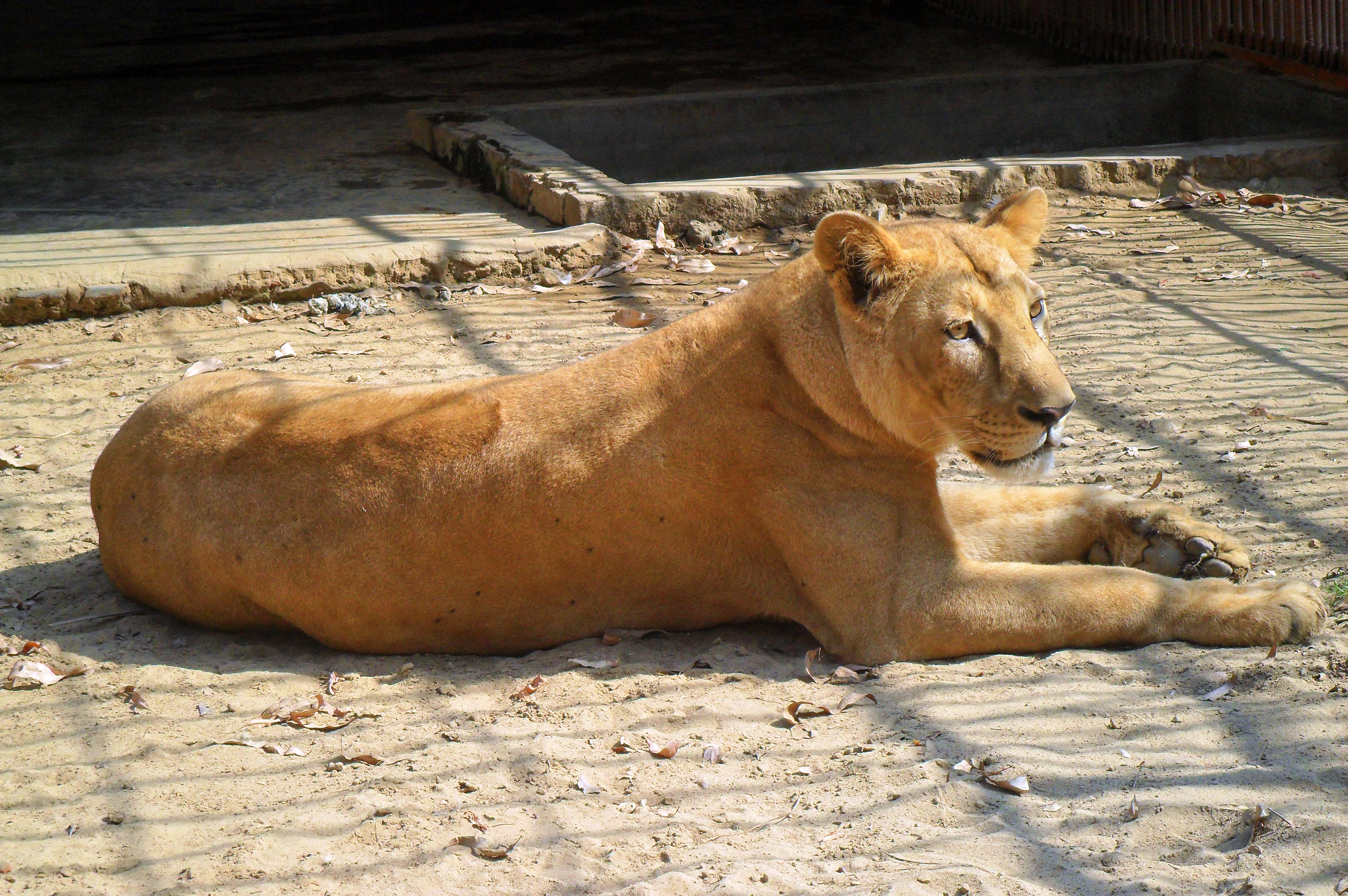
亞洲獅
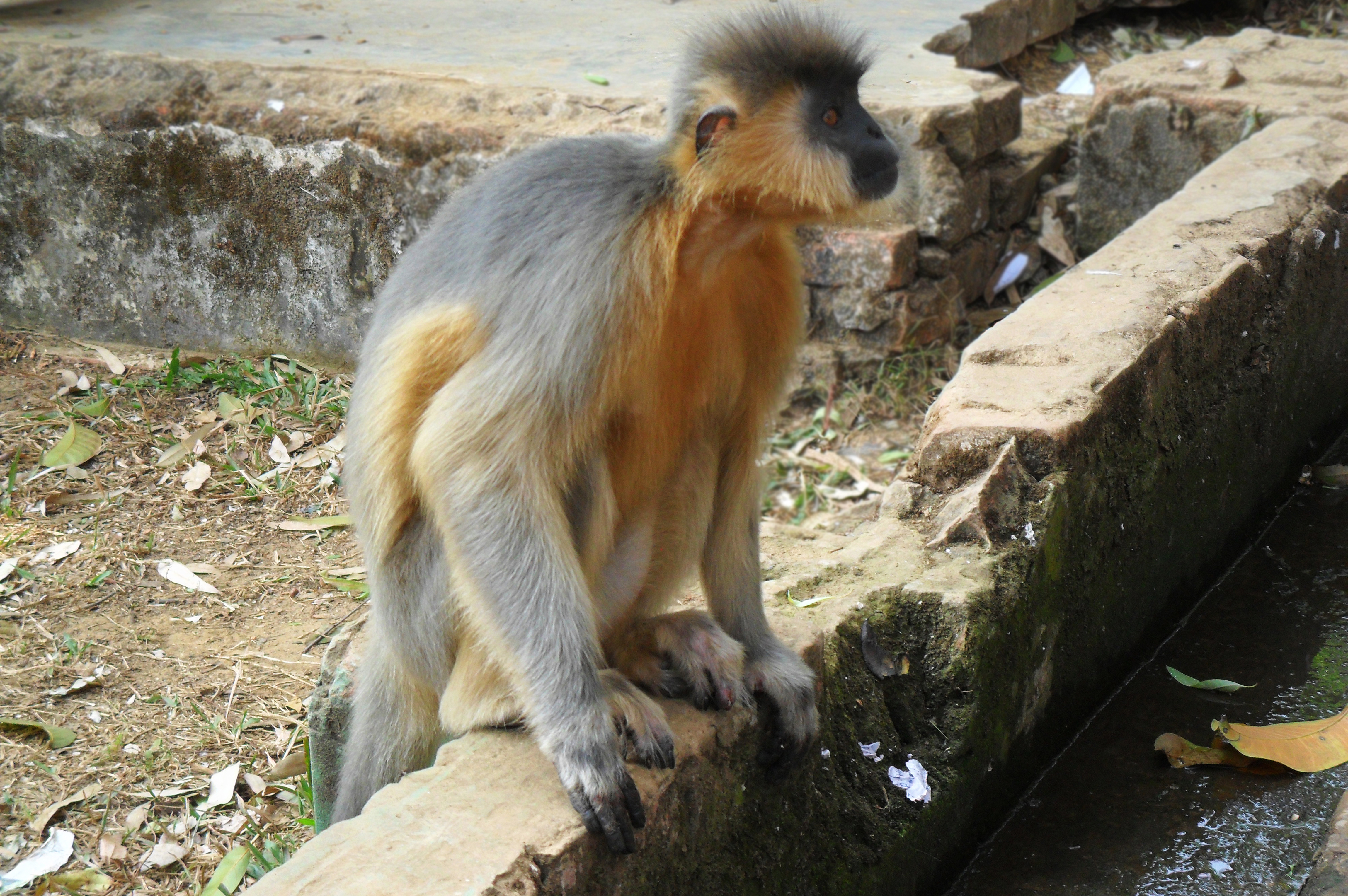
戴帽葉猴
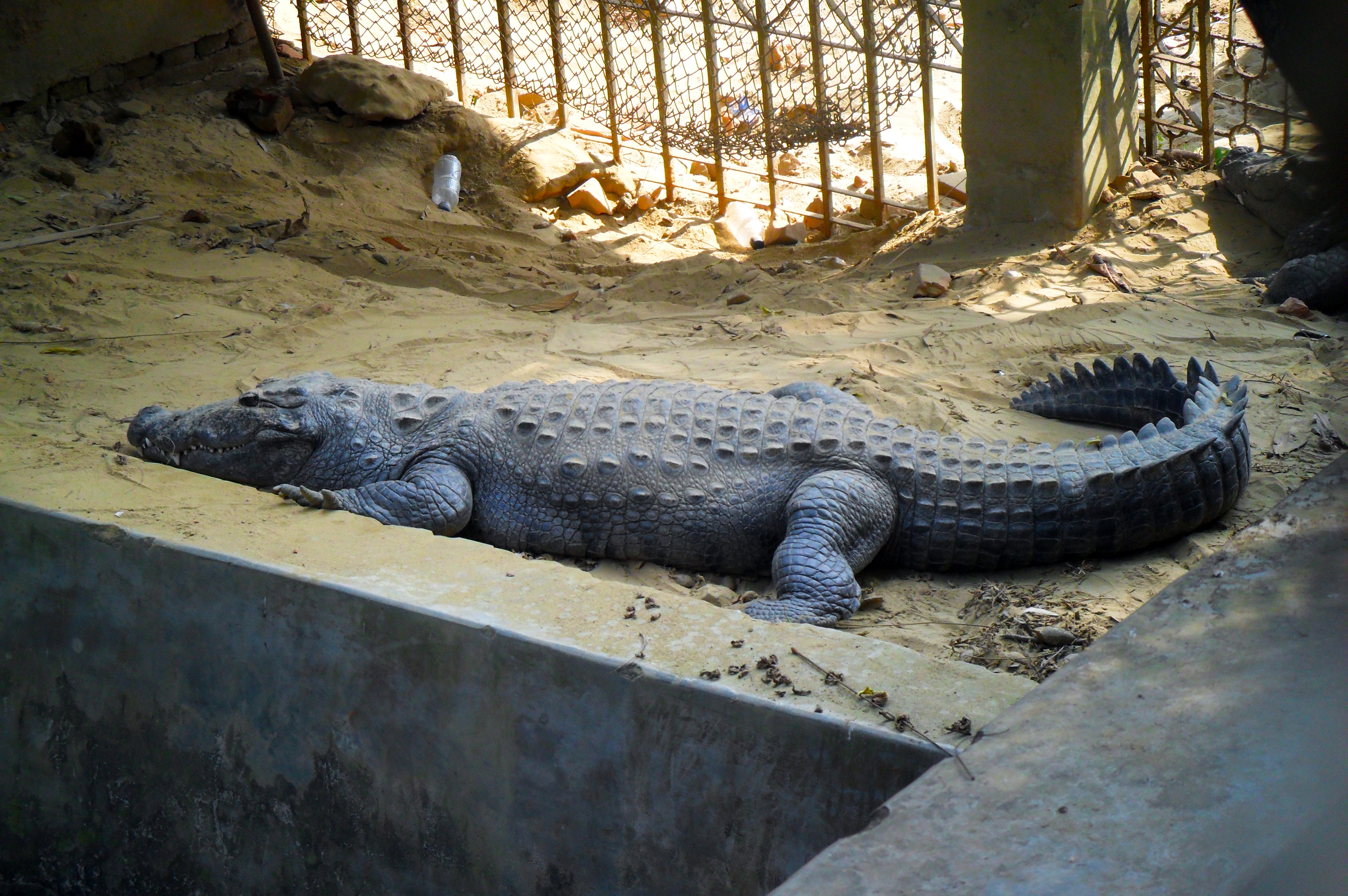
沼澤鱷
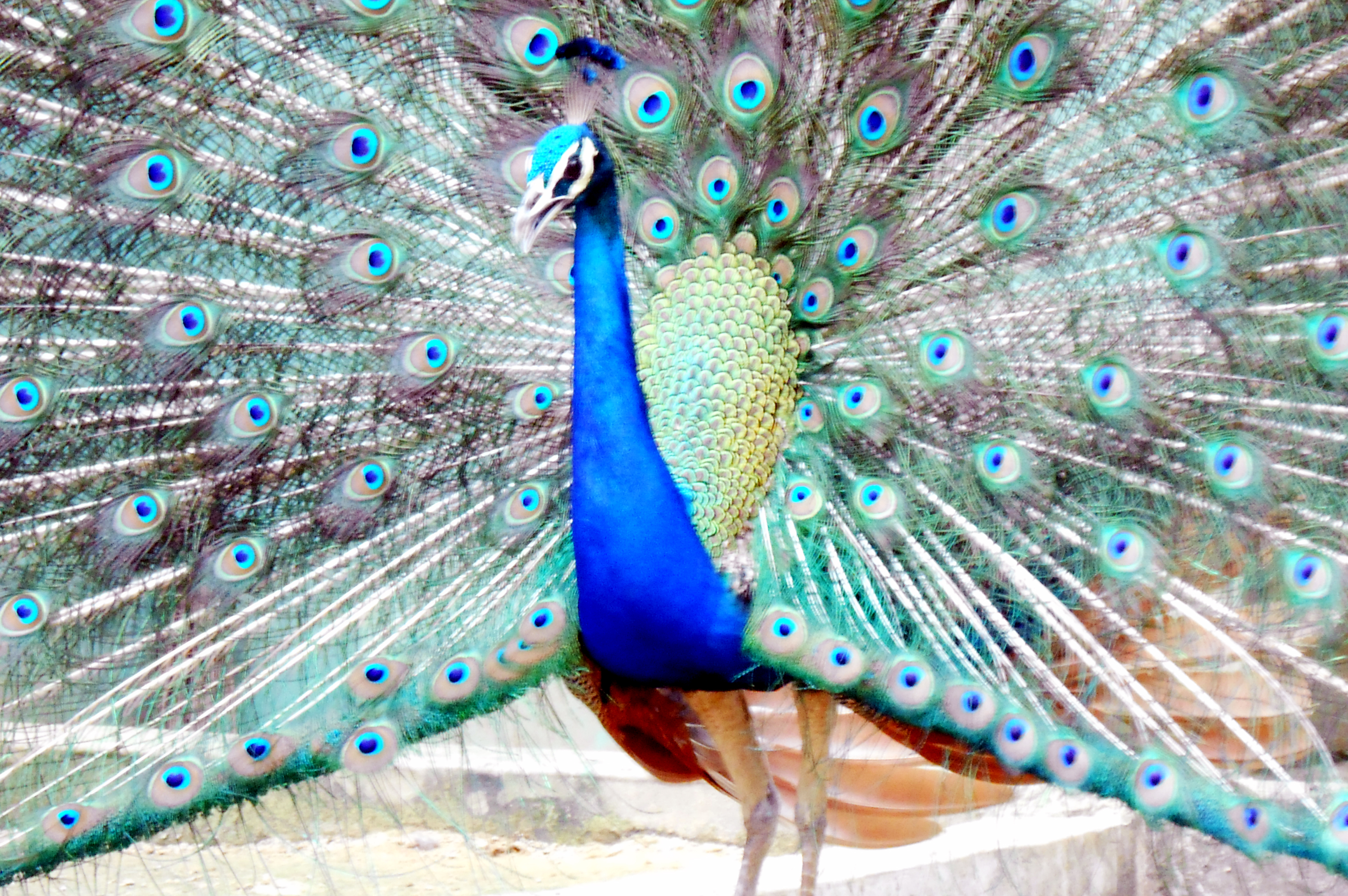
藍孔雀
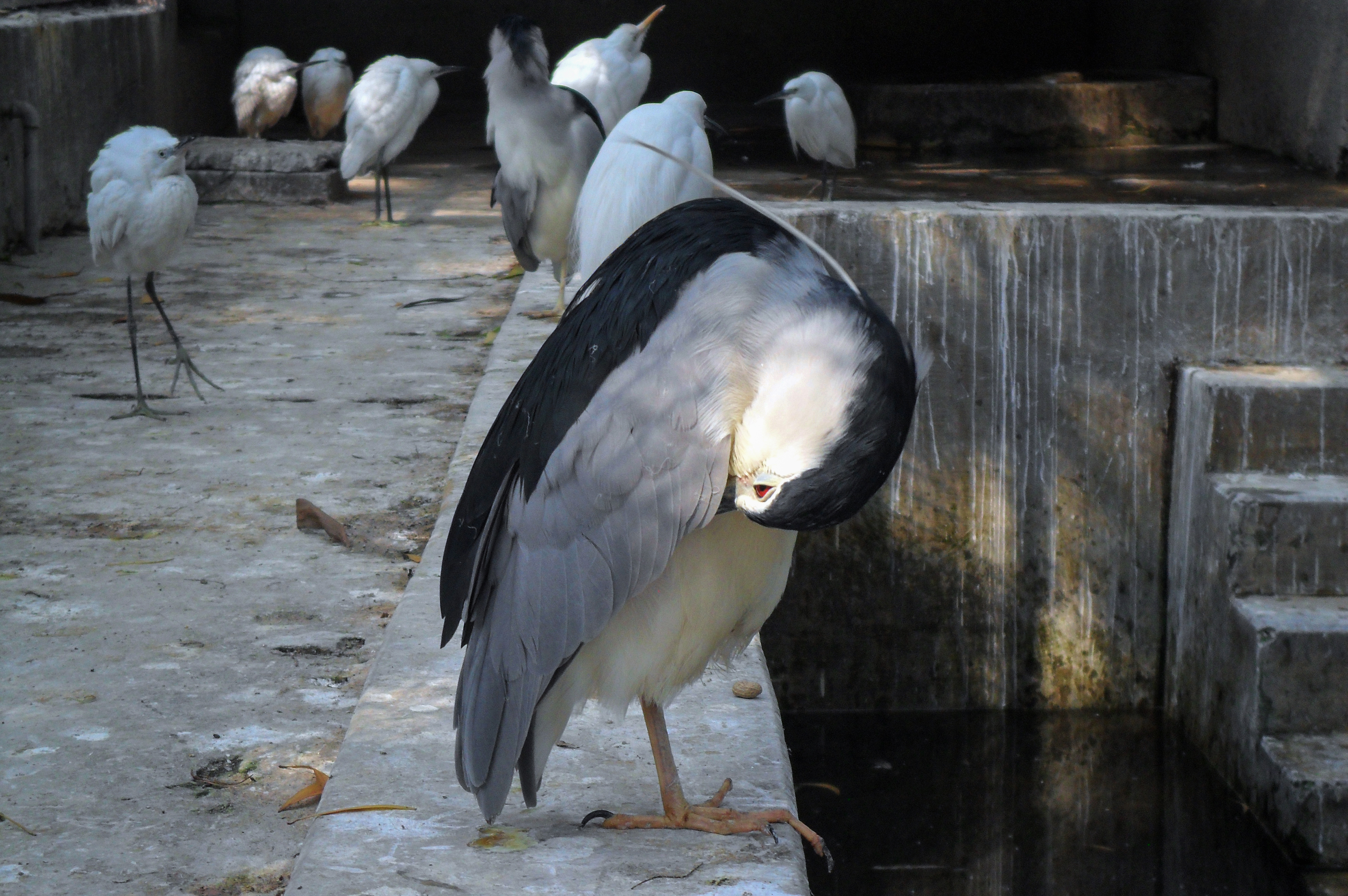
蒼鷺
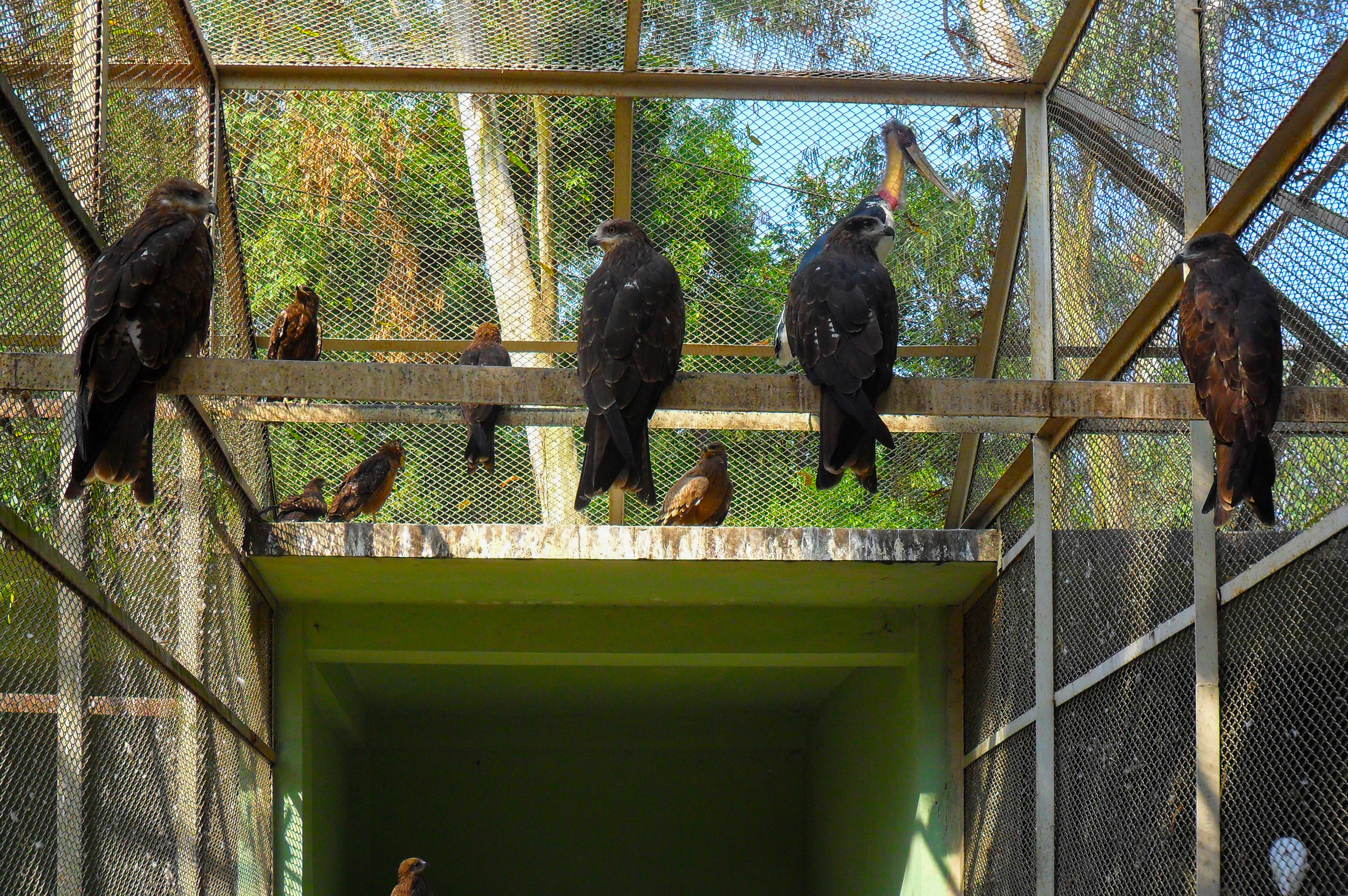
黑鳶